# Diolenius decorus
Diolenius decorus là một loài nhện trong họ Salticidae.
Loài này thuộc chi Diolenius. Diolenius decorus được Gardzińska & Marek Żabka miêu tả năm 2006.